# Order of the British Empire
The Most Excellent Order of the British Empire (‚Der hervorragendste Orden des Britischen Weltreiches‘), kurz Order of the British Empire (‚Orden des britischen Weltreichs‘), ist ein britischer Ritterorden, der am 4. Juni 1917 von König Georg V. gestiftet wurde. Die Aufnahme in den Orden würdigt Verdienste in den Bereichen von Kunst und Wissenschaft, der Arbeit für gemeinnützige Einrichtungen und Wohlfahrtsorganisationen sowie den öffentlichen Dienst.

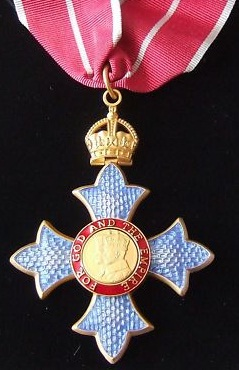
Halsdekoration eines CBE und KBE (militärische Abteilung)

Der Orden ist in eine militärische und eine zivile Abteilung mit jeweils fünf Rängen unterteilt. Die Anzahl der Mitglieder ist zahlenmäßig nicht begrenzt. Der Orden ist der jüngste und mitgliederstärkste britische Ritterorden; er hat darüber hinaus die meisten ausländischen Mitglieder.

## Geschichte

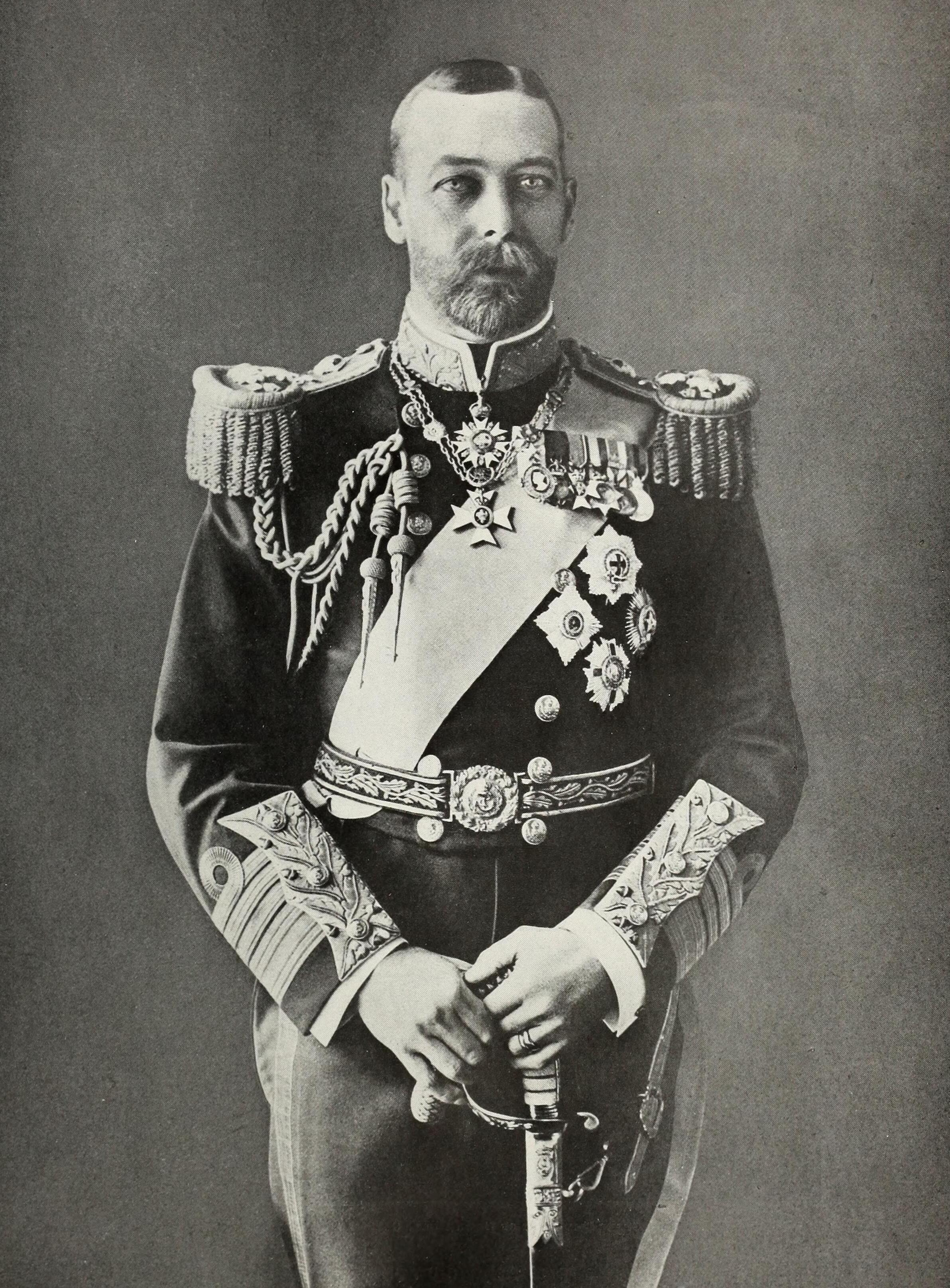
Georg V. 1917

König Georg V. stiftete den Order of the British Empire am 4. Juni 1917 zeitgleich mit dem Order of the Companions of Honour, um Lücken im System der Orden und Ehrenzeichen des Vereinigten Königreichs zu schließen. Bis dahin war der Order of the Bath traditionell für hohe Offiziere und Zivilbeamte vorgesehen, während mit der Aufnahme in den Order of St. Michael and St. George fast ausschließlich Diplomaten für Verdienste im Ausland ausgezeichnet wurden. Mitglied im Royal Victorian Order wurden nur jene, die im persönlichen Umfeld der königlichen Familie gedient hatten (meist Mitglieder des Hofstaates).
Da es aber auch viele andere gab, die sich bedeutende Verdienste um das Land erworben hatten, wollte George V. einen neuen Verdienstorden schaffen, der auch andere Kategorien von hervorragenden Leistungen abdecken konnte. Schließlich wollte er auch jene vielen Landsleute ehren, die sich im Ersten Weltkrieg verdient gemacht hatten.
In der Folge entwickelte sich der Order of the British Empire zum britischen Verdienstorden mit den meisten Neuaufnahmen. Die Aufnahme in die Ränge Member (MBE) und Officer (OBE) wird meist für besondere Leistungen auf politischem, wirtschaftlichem, kulturellem, geistigem oder ehrenamtlichem Gebiet gewährt und stellt – im Hinblick auf ihre Praxis und Häufigkeit – in gewisser Weise das britische Gegenstück zum deutschen Bundesverdienstkreuz dar. Da die Regierung des Vereinigten Königreichs mit der Aufnahme in den Order of the British Empire nicht nur britische Staatsbürger und Bürger des Commonwealth auszeichnet, finden sich unter den Ordensmitgliedern heute zahlreiche Personen aus fast allen Staaten der Welt.

## Ordensgliederung

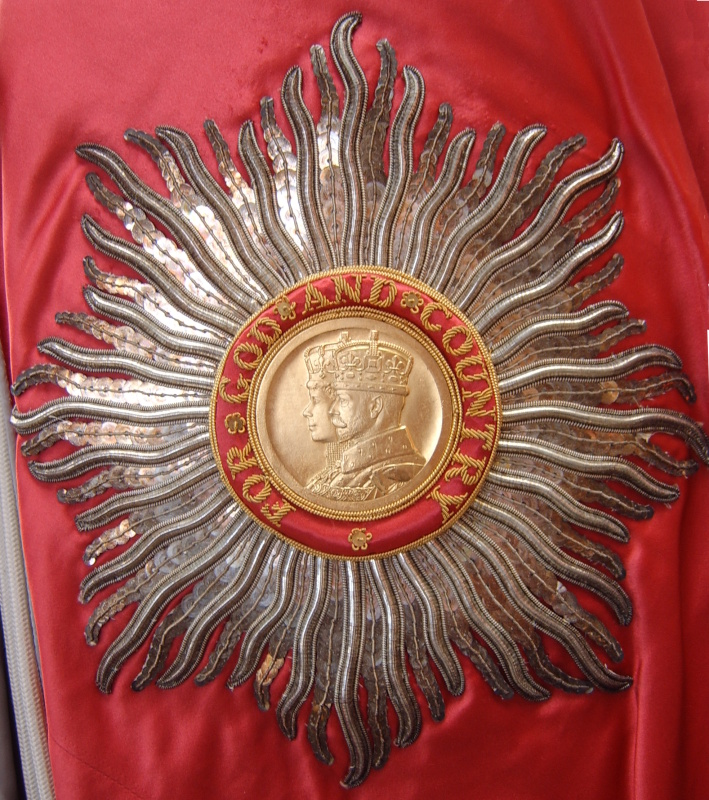
Aufgestickter Bruststern auf dem Ordensmantel eines GBE

Die Mitglieder des Ordens sind in fünf Stufen gegliedert:
1. Knight Grand Cross oder Dame Grand Cross (GBE)
2. Knight Commander (KBE) oder Dame Commander (DBE)
3. Commander (CBE)
4. Officer (OBE)
5. Member (MBE)

Mit den beiden höchsten Stufen ist, sofern es sich um Untertanen der britischen Krone handelt, eine Nobilitierung verbunden; die so Ausgezeichneten werden, sofern nicht bereits adelig, in den persönlichen, nichterblichen Adelsstand erhoben und tragen fortan das Prädikat Sir bzw. Dame. Dieses wird dem vollständigen Namen vorangestellt. Optional dürfen zudem alle Ordensmitglieder hinter dem vollständigen Namen das entsprechende Kürzel (post-nominal) MBE, OBE, CBE, KBE, DBE bzw. GBE führen.
Die Gesamtheit der Ordensmitglieder ist in eine zivile und in eine militärische Abteilung (Civil Division und Military Division) gegliedert, wobei das Ordensband der Military Division bei allen Abstufungen einen grauen Mittelstreifen aufweist, der bei der Civil Division fehlt. Souverän des Order of the British Empire ist der jeweilige britische Monarch, gegenwärtig König Charles III. Das zweithöchste Amt des Ordens nach dem Souverän ist das des Großmeisters (Grand Master), der vom Souverän ernannt wird. Bisherige Großmeister waren Edward, Prince of Wales (1917–1936), Königin Mary (1936–1953), und Prince Philip, Duke of Edinburgh (1953–2021). Seit 2024 ist Königin Camilla die Großmeisterin.
Zum Orden gehörte bis 1993 eine affiliierte Medaille, die British Empire Medal (BEM). Im Oktober 2011 kündigte Premierminister David Cameron an, diese Medaille als Anerkennung für herausragende Leistungen im kommunalen Bereich wieder einzuführen. Die ersten von rund 300 Verleihungen wurden im Zusammenhang mit dem diamantenen Regierungsjubiläum von Königin Elisabeth II. im Jahr 2012 vorgenommen. Anders als die Insignien des Order of the British Empire, die bei der Aufnahme in den Orden üblicherweise vom Monarchen selbst überreicht werden, wird die British Empire Medal von den Lord Lieutenants einzelner Grafschaften ausgehändigt.

## Insignien

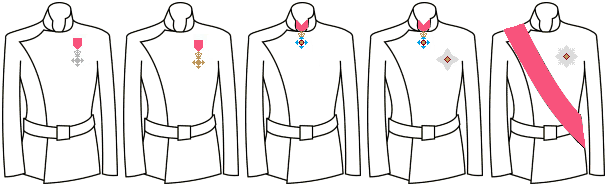
Trageweise der Insignien des Ordens

Die Insignien der beiden unteren Ordensstufen, Member und Officer, werden wie abgebildet am Band getragen, wobei das Ordenszeichen eines Member silber-, das eines Officer goldfarben ist. Das Kreuz des Commander ist blau emailliert und wird als Halsorden getragen. Frauen tragen diese drei Stufen stets an der Damenschleife.
Für die Insignien der Knights Commander und Dames Commander gilt dasselbe wie für das Kreuz der Commanders, allerdings gehört dazu noch ein vierzackiger Bruststern. Die Insignien der Knights Grand Cross und Dames Grand Cross werden als Hüftdekoration an einer Schärpe (Schulterband) getragen, wozu ein achtzackiger Bruststern gehört.

## Verleihung

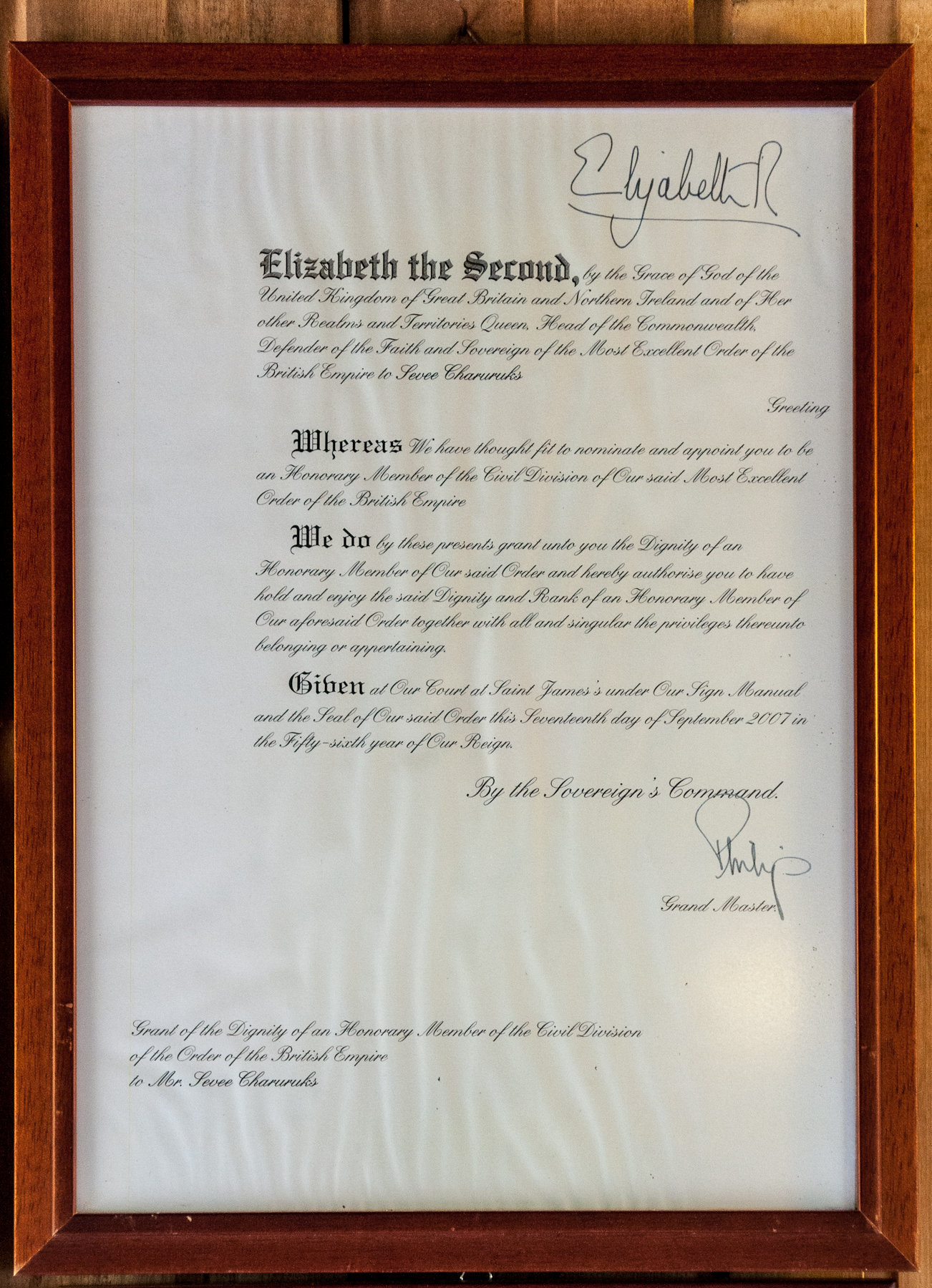
Ernennungsurkunde für Sevee Charuruks für seine Verdienste um den Erhalt des Kundasang War Memorial

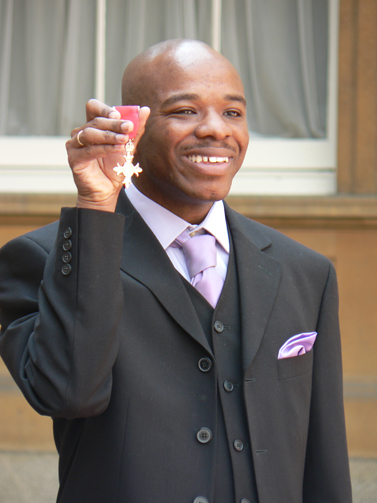
Künstler Stephen Wiltshire mit dem Ordenskreuz eines MBE

Wie bei den meisten anderen Orden und Ehrenzeichen des Vereinigten Königreichs erfolgt die Aufnahme in den Order of the British Empire aufgrund einer Nominierung durch den Premierminister, wobei heute jede Person Vorschläge an die Regierung machen kann, wer aufgenommen werden soll. In den Rathäusern und Gemeindeämtern stehen Informationsbroschüren und Formulare zur Verfügung und wird über die Bedingungen von Vorschlägen beraten. Für die Aufnahme von Ausländern einschließlich ausländischer Diplomaten sind das britische Außenministerium beziehungsweise die diplomatischen Vertretungen des Vereinigten Königreichs zuständig, die die Empfehlung an das Büro des Premierministers weiterleiten.
Durch die Aufnahme in eine der obersten beiden Stufen des Order of the British Empire können Bürger des Vereinigten Königreiches sowie Bürger jener Commonwealth-Staaten, die den britischen Monarchen als ihr Staatsoberhaupt anerkennen (Commonwealth Realms), in den Ritterstand erhoben werden. Die Knights Grand Cross und die Knights Commander werden anlässlich der Ordensverleihung (investiture) durch den Monarchen zum Ritter (Knight) geschlagen und führen danach das Prädikat Sir vor ihrem Vornamen. Dames Grand Cross und Dames Commander erhalten zwar keinen Ritterschlag, werden aber ebenfalls Mitglieder des Ritterstandes und führen das Prädikat Dame. Wie die Ehefrauen aller britischen Knights dürfen auch die Ehefrauen von Knights Grand Cross und Knights Commander des Order of the British Empire das Höflichkeitsprädikat Lady vor ihrem Familiennamen führen; ein vergleichbares Privileg besteht für die Ehemänner der Dames Grand Cross und Dames Commander nicht. Der Namenszusatz Sir oder Dame wird von königlichen Prinzen und den Peers in der Regel nicht geführt, sondern tritt hinter deren ranghöheren Titeln zurück.
Anglikanische Geistliche erhalten die Ritterwürde (knighthood) im Regelfall nicht, ebenso wenig wie die ausländischen Mitglieder des Ordens. Wer nicht Bürger eines Commonwealth Realms ist, für den besteht die Mitgliedschaft im Orden ehrenhalber (umgangssprachlich oft als honorary knighthood bezeichnet). Ausländer, die in eine der obersten beiden Stufen des Order of the British Empire aufgenommen werden und danach in der Presse oft als „von der Queen zum Ritter geschlagen“ bezeichnet werden, wie etwa Bill Gates, dürfen sich daher nicht „Sir William Gates III“ nennen, sondern heißen korrekt „William Gates III, KBE“.
Innerhalb des Ordens bestehen sechs Verwaltungsämter: Prälat, Dekan, Sekretär, Registrar, King of Arms und Ordensdiener (Gentleman Usher). Der jeweilige Bischof von London hält das Amt des Prälaten, der Dekan der St Paul’s Cathedral ist kraft seines Amtes Dekan des Ordens. Der King of Arms dieses Ordens ist nicht zwingend Mitglied des College of Arms. Der Ordensdiener trägt den Titel eines Gentleman Usher of the Purple Rod; hat aber, anders als der Gentleman Usher of the Black Rod des Hosenbandordens, keine besondere Rolle im Staatsleben. Am 23. Juli 2013 übernahm Dame Amelia Chilcott Fawcett das Amt des Ushers und ist damit die erste Frau, die diese Funktion innehat. Sie trägt entsprechend die Bezeichnung Lady Usher of the Purple Rod.

## Kapelle

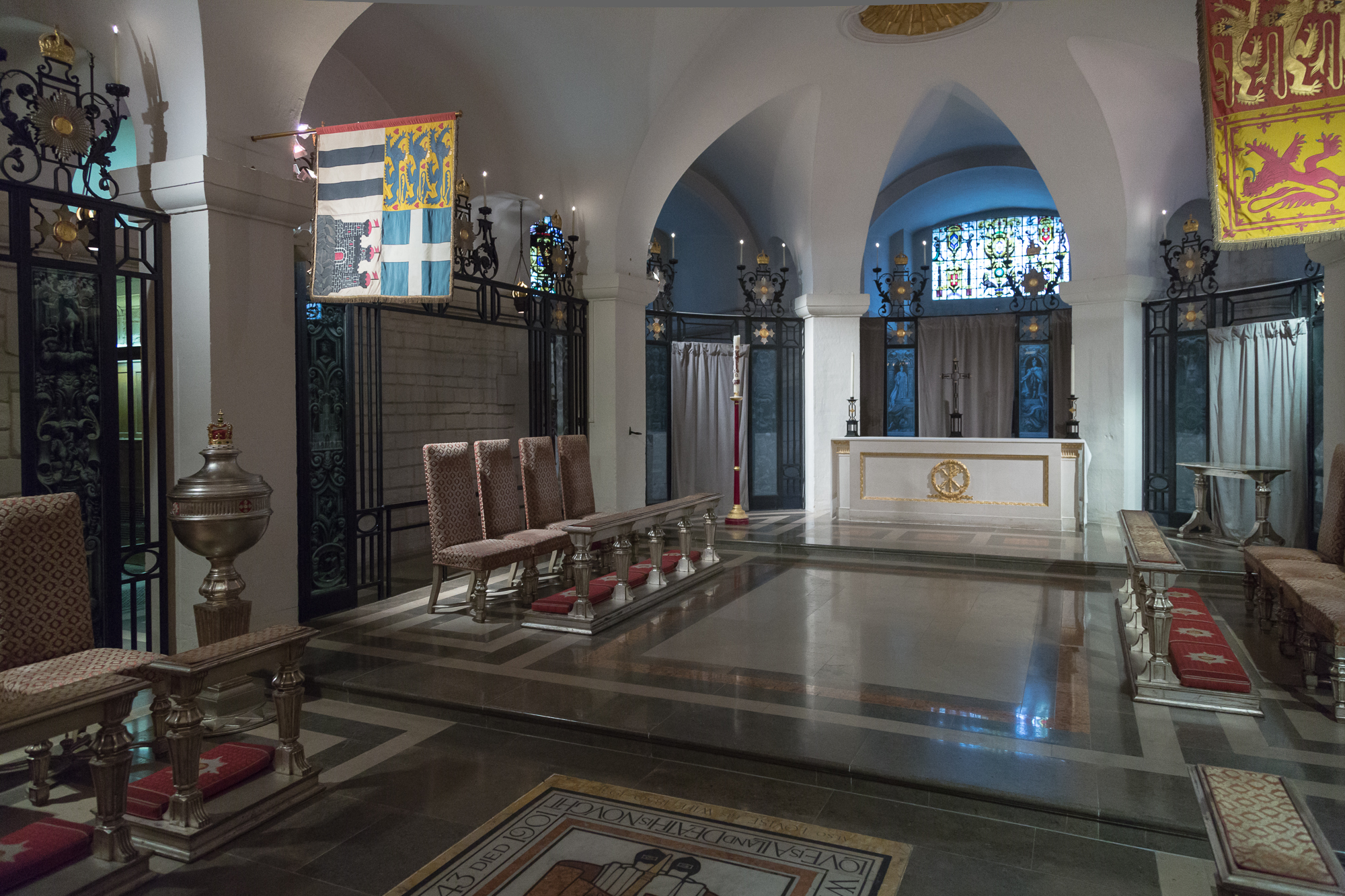
Ordenskapelle in der Krypta der St. Pauls Cathedral, London, mit den Bannern des Sovereign of the Order of the British Empire (rechts) und des Grand Master of the Order of the British Empire (links), fotografiert 2013

Der Order of the British Empire besitzt seit 1960 eine eigene Ordenskapelle am östlichen Ende der Krypta der St Paul’s Cathedral in London. Auch der Order of St. Michael and St. George hat seine Ordenskapelle in dieser Kathedrale. Aufgrund der hohen Mitgliederzahl beider Orden werden die Ordensfeiern heute nicht mehr in den Ordenskapellen, sondern im Hauptschiff der Kathedrale abgehalten. Gottesdienste für die Mitglieder des Order of the British Empire finden alle vier Jahre statt – zuletzt im Jahr 2024. Anders als etwa in der Kapelle des Order of St. Michael and St. George hängen in der Kapelle des Order of the British Empire kaum Wappen, Banner und sonstige Abzeichen von Ordensmitgliedern. Einzig die Banner der beiden ranghöchsten Ordensmitglieder, des Souveräns und des Großmeisters, sind zu sehen.